# Zbrzyż (obwód chmielnicki)

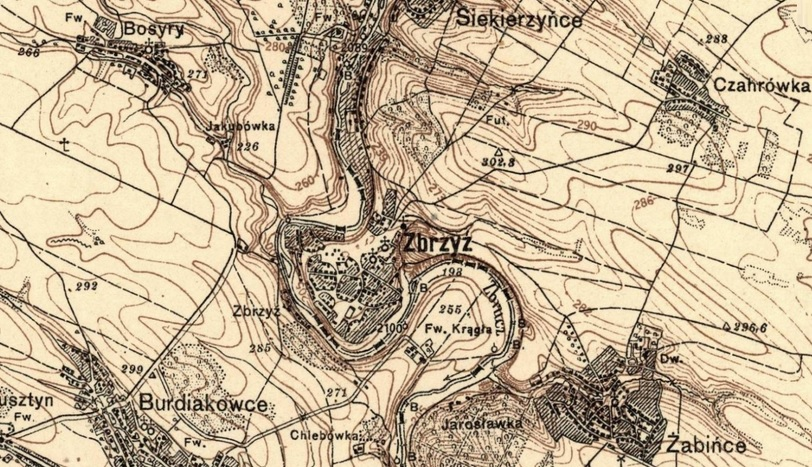
Zbrzyż na mapie sprzed 1939 r.

Zbrzyż, Zbrzyź (ukr. Збриж) – wieś na Ukrainie w rejonie kamienieckim w obwodzie chmielnickim, nad rzeką Zbrucz, między Skałą Podolską i Sidorowem.
Wraz z mniejszym Zbrzyżem, położonym w rejonie czortkowskim w obwodzie tarnopolskim, stanowi jeden organizm osadniczy. Mniejszy Zbrzyż do 17 września 1939 roku należał do Polski.

## Historia
Pierwotnie znajdowały się tu dwie wsie Charzowce i Jarosław Stary. W 1646 roku król Władysław IV wydał przywilej na lokowanie tu na prawie magdeburskim miasta o nazwie Nowe Brzezie przez kasztelana halickiego i starosty skalskiego Stanisława Lanckorońskiego z Brzezia. W 1672 roku opisane jako miasteczko w województwie podolskim. Dawniej należało do Gostyńskich, a potem do rodu Tarłów herbu Topór. W pobliżu Zbrzyzia znajdował się zamek (nad rzeką), kościół i klasztor zakonu Kapucynów zbudowany w 1744 roku przez starostę goszczyńskiego Adama Tarło. Klasztor został opasany murem w kształcie topora (od herbu Tarły). Od 1785 roku zakonnicy utrzymywali parafię w tej miejscowości. W ołtarzu znajdował się obraz Smuglewicza. Po 1830 roku w ramach represji po powstaniu listopadowym tutejszy kościół katolicki przerobiono na cerkiew prawosławną. Istniał tu także kościół św. Antoniego i Nepomucena zbudowany w 1842 roku z 5 obrazami Smuglewicza.
Po odzyskaniu niepodległości przez Polskę zachodnia część osiedla była siedzibą gminy w powiecie borszczowskim w województwie tarnopolskim. Po reformie z 1 sierpnia w 1934 roku w Gminie Gusztyn. W miejscowości stacjonowała strażnica KOP „Zbrzyż”.
W trakcie wojny obronnej z Niemcami, w dniu 17 września 1939 roku zajęta przez wojska sowieckie. W latach 1941–1944 pod okupacją niemiecką, a następnie w ZSRR. Od 1991 roku w Republice Ukrainy.

## Zabytki
- zamek[5] – po którym pozostały ruiny bramy polskiego zamku z XVII wieku wraz z resztkami wałów obronnych;
- klasztor oo. kapucynów – piwnice;
- cmentarz katolicki – pozostałości.